# Rebecca R.
Rebecca R. is het eerste stripverhaal dat Marc Verhaegen schreef voor de reeks Senne & Sanne. Het verhaal werd voorgepubliceerd in Kidsweek van 6 mei 2005 tot en met 23 september 2005. Het verscheen op 7 december 2005 als album.

## Achtergronden bij het verhaal
Verhaegen werd door jongerenkrant Kidsweek gevraagd een strip te maken over de Tweede Wereldoorlog in verband met 60 jaar bevrijding in Nederland. Het scenario dat hij voor een Suske en Wiske-verhaal had bedacht, was niet bruikbaar en dus schreef hij een nieuw verhaal met Senne en Sanne in de hoofdrollen.
Tijdens de Chanoeka-viering van de vereniging B'nai B'rith in Antwerpen op 28 december 2005 stond het verhaal Rebecca R. centraal en werd het verhaal hierna gepresenteerd in het bijzijn van Verhaegen door middel van een interview.
Ook werd het verhaal op 25 januari 2006 gebruikt bij een workshop rondom pesten, jodenvervolging en onverdraagzaamheid voor een lerarenopleiding in het Cultureel Centrum de Warande in Turnhout.

## Uitgaven

### Achtergronden bij de uitgaven
- Bij de publicatie in Kidsweek werd op 6 mei 2005 eerst een voorproefje gegeven van 2 pagina's. Op 3 juni, 15 juli, 26 augustus en 23 september 2005 verschenen vervolgens 4 bijlagen van 12 pagina's bij de krant.
- In het Aankondigingsblad (Regio Antwerpen) verscheen van 2 juni tot en met 1 december 2005 een wekelijkse publicatie van 2 pagina's.
- In de Gazet van Antwerpen en Het Belang van Limburg verscheen vanaf 15 oktober 2005 een dagelijkse publicatie van één pagina.
- Op 7 december 2005 verscheen de eerste albumuitgave bij uitgeverij Mezzanine.
- Tijdens de stripboekenbeurs in de Evenementenhal in Rijswijk op 4 en 5 februari 2006 verscheen er een luxe uitgave getiteld Dossier Rebecca R. In deze uitgave werden 16 extra pagina's gevoegd, waarin unieke schetsen, verwijderde scènes, alsook achtergrondinformatie over joodse tradities en waar gebeurde verhalen werden opgenomen. De oplage is slechts 50 exemplaren en heeft een harde bruinleren omslag.